# Domonkos Ferjancsik
Domonkos Ferjancsik (Budapest, 7 de septiembre de 1975) es un deportista húngaro que compitió en esgrima, especialista en la modalidad de sable.
Ganó cinco medallas en el Campeonato Mundial de Esgrima entre los años 1997 y 2003, y dos medallas de bronce en el Campeonato Europeo de Esgrima, en los años 2001 y 2002.
Participó en dos Juegos Olímpicos de Verano, ocupando el quinto lugar en Sídney 2000 y el quinto en Atenas 2004, en la prueba por equipos.

## Palmarés internacional
| Campeonato Mundial | Campeonato Mundial          | Campeonato Mundial | Campeonato Mundial |
| Año                | Lugar                       | Medalla            | Prueba             |
| ------------------ | --------------------------- | ------------------ | ------------------ |
| 1997               | Ciudad del Cabo (Sudáfrica) | Medalla de bronce  | Sable por equipos  |
| 1998               | La Chaux-de-Fonds (Suiza)   | Medalla de oro     | Sable por equipos  |
| 2001               | Nimes (Francia)             | Medalla de plata   | Sable por equipos  |
| 2003               | La Habana (Cuba)            | Medalla de plata   | Sable por equipos  |
| 2003               | La Habana (Cuba)            | Medalla de bronce  | Sable individual   |
| Campeonato Europeo |                             |                    |                    |
| Año                | Lugar                       | Medalla            | Prueba             |
| 2001               | Coblenza (Alemania)         | Medalla de bronce  | Sable por equipos  |
| 2002               | Moscú (Rusia)               | Medalla de bronce  | Sable por equipos  |